# Abertura de la cortina de hierro entre Austria y Hungría
La abertura de la cortina de hierro entre Austria y Hungría consistió en la eliminación de la valla fronteriza de la República Popular de Hungría del Bloque del Este con Austria del bloque occidental que ocurrió en 1989 durante el inicio del período de transición húngara a la democracia, que fue parte de una amplia ola de revoluciones en varios países comunistas de Europa Central y Oriental. La frontera todavía estaba muy bien vigilada y las fuerzas de seguridad húngaras intentaron contener a los refugiados. El desmantelamiento de la cerca eléctrica a lo largo de la frontera de 240 kilómetros (149 millas) de Hungría con Austria fue la primera pequeña fisura en la cortina de hierro que había dividido a Europa durante más de 40 años, desde el final de la Segunda Guerra Mundial. Luego, el Pícnic Paneuropeo provocó una reacción en cadena en Alemania Oriental que finalmente resultó en la caída del Muro de Berlín.

## Historia

### Claudicación de la República Popular de Hungría

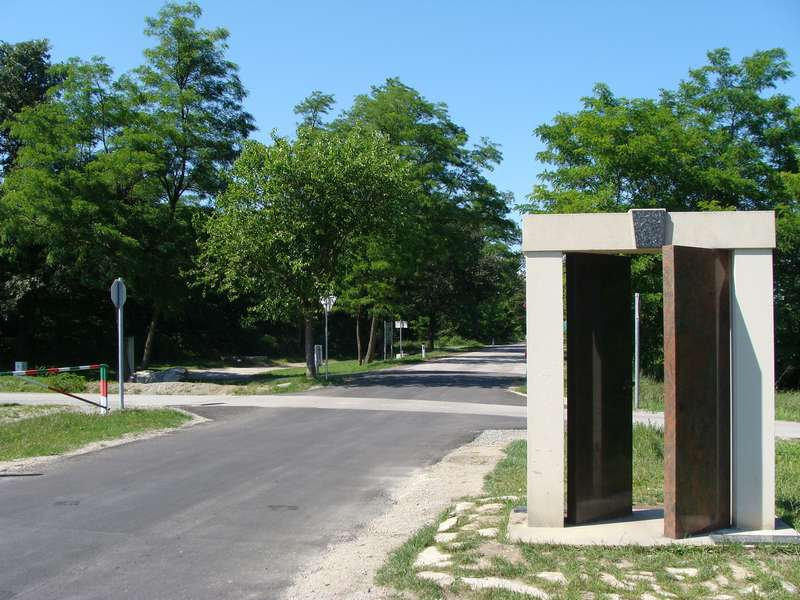
Frontera entre Austria y Hungría cerca de Sopron, Hungría.

En abril de 1989, el gobierno de la República Popular de Hungría ordenó que se cortara la electricidad en la valla fronteriza de alambre de púas a lo largo de la frontera entre Austria y Hungría. El 2 de mayo, los guardias fronterizos comenzaron a retirar secciones de la barrera, filmadas por equipos de televisión occidentales convocados para la ocasión. El 27 de junio, el ministro de Relaciones Exteriores de Hungría, Gyula Horn, y su homólogo austríaco, Alois Mock, celebraron una ceremonia simbólica de corte de cerca en el paso fronterizo de Sopron (Hungría).

### Apertura
La frontera abierta significaba que era más fácil para los húngaros cruzar a Austria en busca de bienes y servicios; muchos húngaros se valieron de esto para comprar bienes de consumo que no estaban disponibles o eran escasos en su propio país; Una señal visible de esto en las primeras semanas fue que se podían ver muchos autos húngaros en ciudades austriacas como Graz con lavadoras atadas.
El cruce más famoso se produjo el 19 de agosto, cuando, durante el pícnic paneuropeo entre austríacos y húngaros, más de 900 alemanes de la República Democrática Alemana que habían llegado de vacaciones a la Hungría socialista se apresuraron a cruzar la frontera hacia Austria y luego viajaron a la Alemania Occidental.
La frontera abierta enfureció a los funcionarios de la RDA, que temían un regreso a los días antes del Muro de Berlín, cuando miles de alemanes del régimen socialista emigraban a Berlín Occidental. Aunque preocupada, la Unión Soviética no tomó ninguna acción abierta contra Hungría y adoptó un enfoque de no intervención.